# Adnan Menderes
Adnan Menderes (Aydın, 1899 – gevangeniseiland İmralı, 17 september 1961) was een Turks politicus en premier van 1950 tot 1960.
Adnan Menderes was de zoon van een grootgrondbezitter uit Aydın in West-Anatolië. Nadat hij de landerijen van zijn vader had geërfd, verkocht hij de meeste grond aan kleine boeren, maar behield één boerderij met land, waar hij een modelboerderij van maakte.
Menderes was jarenlang lid van het parlement voor de enige toegestane Turkse partij, de CHP (Republikeinse Volkspartij), voordat hij in januari 1946 de Democratische Partij oprichtte. De Democratische Partij (DP) werd de eerste legale Turkse oppositiepartij. Bij de eerste naoorlogse verkiezingen in Turkije behaalde de DP echter geen meerderheid en bleef de CHP van president Ismet Inönü de grootste partij, maar bij de verkiezingen van januari 1950 werd de DP de grootste partij. Menderes vormde daarop een kabinet met zichzelf als premier, terwijl een andere DP-leider, oud-generaal Celal Bayar, president van de republiek werd.
Menderes' regime steunde in grote mate op de nieuwe middenklasse en ook op de grootgrondbezitters. Deze laatste groep waren altijd trouwe steunpilaren van het CHP-regime, maar waren naar de DP overgelopen toen Inönü landhervormingen afkondigde. Na de verkiezingen van 1955 werd Menderes tevens minister van Buitenlandse Zaken.
Een militaire staatsgreep in mei 1960 onder leiding van generaal Cemal Gürsel, maakte een einde aan zijn parlement. Op beschuldiging van het schenden van de grondwet werd hij berecht door het speciaal opgerichte Hoge Gerechtshof (opgericht door de militairen) en in 1961 op het eiland İmralı geëxecuteerd. 
İsmet İnönü · Ali Fethi Okyar · Celal Bayar · Refik Saydam · Şükrü Saracoğlu · Recep Peker · Hasan Saka · Şemsettin Günaltay · Adnan Menderes · Cemal Gürsel · Suat Hayri Ürgüplü · Süleyman Demirel · Nihat Erim · Ferit Melen · Naim Talu · Bülent Ecevit · Sadi Irmak · Bülent Ulusu · Turgut Özal · Yıldırım Akbulut · Mesut Yılmaz · Tansu Çiller · Necmettin Erbakan · Abdullah Gül · Recep Tayyip Erdoğan · Ahmet Davutoğlu · Binali Yıldırım